# Erkka Westerlund
Erkka Westerlund (* 30. März 1957 in Pernaja) ist ein ehemaliger finnischer Eishockeyspieler und -trainer, der in seiner aktiven Zeit von 1978 bis 1981 für Jukurit Mikkeli und Jyp HT in der I divisioona gespielt hat. Zuletzt war er Cheftrainer von Salawat Julajew Ufa.

## Karriere
Erkka Westerlund, der 1973/74 in der SM-sarja der B-Junioren-Spielklasse für Lukko Rauma aktiv war, bestritt als Spieler nur zwei Spielzeiten im professionellen Eishockey. In den Spielzeiten 1978/79 und 1980/81 stand er jeweils für ein Jahr bei Jukurit Mikkeli und Jyp HT in der zweitklassigen I divisioona auf dem Eis.
Als Trainer übernahm Westerlund zunächst seinen Ex-Klub JYP HT, für den er bereits als Spieler auf dem Eis stand. Diesen trainierte er von 1985 bis 1987, ehe er in der Saison 1989/90 Hauptverantwortlicher bei Lukko Rauma aus der SM-liiga war, für die er im Nachwuchsbereich selbst gespielt hatte. Es folgte eine längere Pause, in der Westerlund keinen Profiklub betreute, ehe er 1997 die Möglichkeit erhielt HIFK Helsinki zu trainieren. Mit seiner neuen Mannschaft wurde er gleich im ersten Jahr Finnischer Meister und erhielt die Kalevi-Numminen-Trophäe als bester Trainer der SM-liiga.
In der folgenden Saison führte Westerlund seine Mannschaft erneut ins Finale der SM-liiga, wo sie jedoch TPS Turku unterlag. Der Finne entschloss sich daraufhin zu einem Wechsel zum Ligarivalen Jokerit Helsinki, mit dem er in der folgenden Spielzeit erneut TPS Turku im Finale unterlag. Zwar gelang es Westerlund sein Team in der Saison 2000/01 auf den ersten Platz nach der Hauptrunde zu führen, doch das frühe Ausscheiden im Playoff-Viertelfinale gegen das auf Rang 8 platzierte Team Kärpät Oulu führte dazu, dass er durch Raimo Summanen ersetzt wurde.
Nach vier Jahren Pause übernahm Westerlund 2005 das Traineramt der Finnischen Nationalmannschaft, die er bei den Olympischen Winterspielen 2006 in Turin zum Gewinn der Silbermedaille führte, sowie zu einer Bronzemedaille bei der A-Weltmeisterschaft 2006 und einer Silbermedaille bei der WM 2007. Nach dem Ende seines Zweijahres-Vertrags wurde Wersterlund vom Kanadier Doug Shedden abgelöst.
Zwischen 2010 und 2012 betreute er erneut Jokerit Helsinki als Cheftrainer. Im Mai 2013 wurde Westerlund erneut finnischer Nationaltrainer und betreute das Nationalteam bis zum Frühsommer 2014. Anschließend kehrte er zu Jokerit Helsinki zurück.
In der Saison 2017/18 war er Cheftrainer von Salawat Julajew Ufa, konnte dort aber die sportlichen Erwartungen nicht erfüllen und verließ den Verein im April 2018 auf eigenen Wunsch.

## Erfolge und Auszeichnungen
- 1998 Kalevi-Numminen-Trophäe
- 1998 Finnischer Meister mit HIFK Helsinki
- 1999 Finnischer Vizemeister mit Helsinki IFK
- 2000 Finnischer Vizemeister mit Jokerit Helsinki

### International
- 2006 Silbermedaille bei den Olympischen Winterspielen (als Cheftrainer)
- 2006 Bronzemedaille bei der Weltmeisterschaft (als Cheftrainer)
- 2007 Silbermedaille bei der Weltmeisterschaft (als Cheftrainer)
- 2014 Bronzemedaille bei den Olympischen Winterspielen (als Cheftrainer)
- 2014 Silbermedaille bei der Weltmeisterschaft (als Cheftrainer)